# 丹尼利夫卡 (基辅州)
50°15′12″N 30°13′3″E / 50.25333°N 30.21750°E

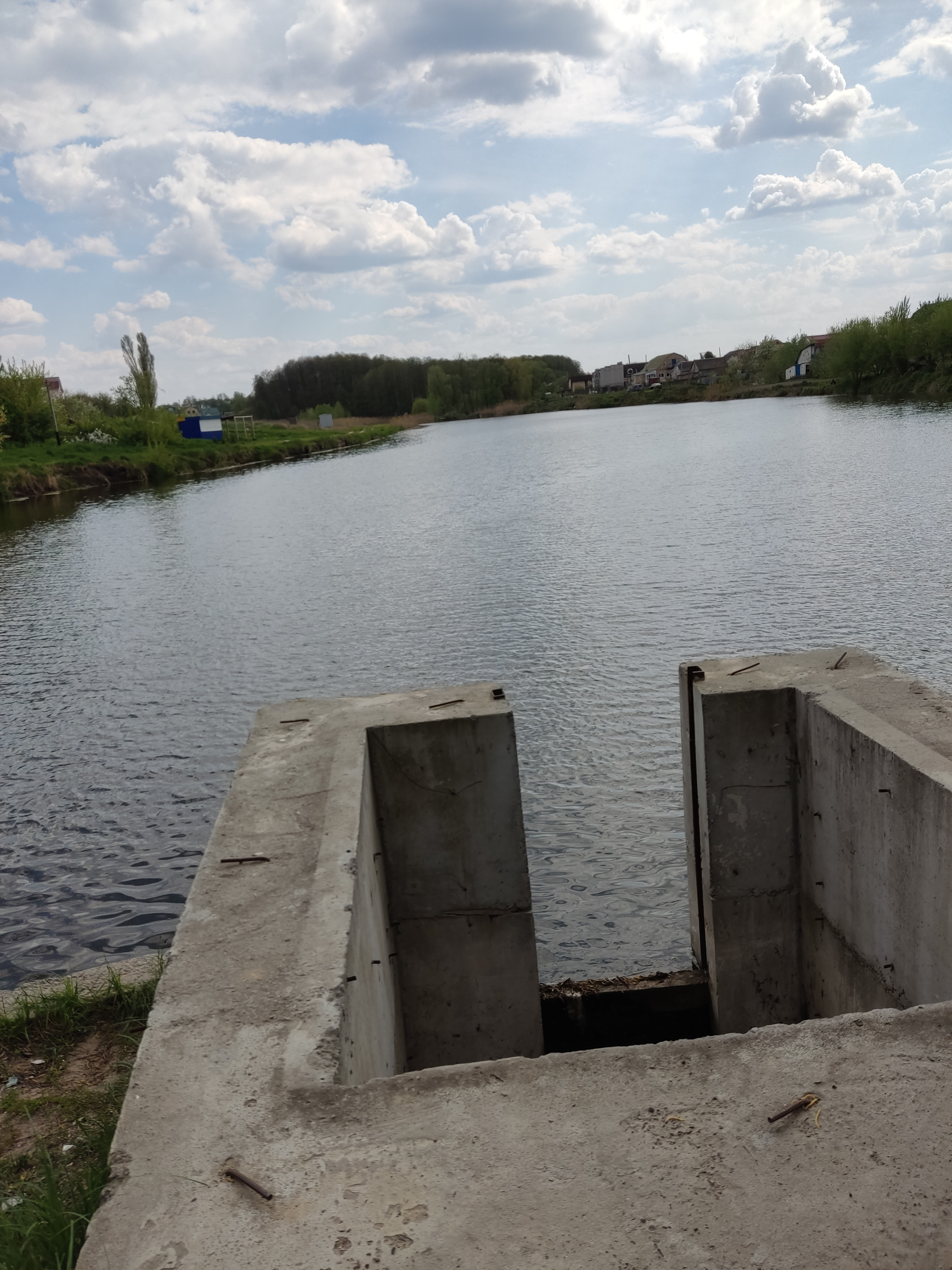
村内湖泊

丹尼利夫卡（烏克蘭語：Данилівка）是位於烏克蘭北部的村莊，由基辅州法斯蒂夫區的卡利尼夫卡市鎮負責管轄。該村始建於1243年，面積3.36平方公里，2001年人口3,600，人口密度每平方公里1,070.2人。